# CROW (漫画)
『CROW』（クロウ）は、森清士郎による日本の漫画作品。『月刊ComicREX』（一迅社）にて、2009年1月号から2010年7月号まで連載。話数は「○通目」、最終話は「ラストレター」と表記されている。
戦士というにはあまりに可憐、そんな少女との出会いから始まる、少年の記憶を綴った命の物語である。

## あらすじ
学校の屋上で不良にかつあげをされていた烏丸クロウは、不良が去った後にカラスが落とした羽のアクセサリーを拾うが、それと同時に黒い化け物が現れる。襲われそうになるクロウだが、そのとき何もない空から突然金髪の少女が落ちてくる。

## 用語
羽撃（フラップ）
人のまとっているオーラのようなもの。人によって大きさや形も様々で、ルークの場合は白でレイヴンの場合は黒、覚醒したクロウ（フィクサー）は両方のフラップをまとっている。体内に蓄積させることで身体能力の強化や攻撃が可能。一般人も少なからず持っているらしい。気配に近いものでもあり、変質させ身を隠したり、察知することで相手の場所を探ったりもできる。
羽撃を使った技
蓄積羽撃完全開放（スタックスラップフルスロットル）
転生していないアイリスが使用、身体能力を強化し高速移動した。
羽撃大砲（フラップカノン）
ルーネリアが使用、手を向けた方向に拡散攻撃をする。
黒雷弾（こくらいだん）
ステラエラが使用、手を向けた方向に拡散攻撃をする。
治癒結界
覚醒したクロウが使用。
防護壁
覚醒したクロウが使用。
協会
アイリス参姉妹の所属している組織。世界中に支部がある。レイヴンなどに対し監視や統制を行い、場合によっては討伐し人々を守っている。リアウルの教えという掟が存在し、破った者には厳しい罰（暴行）が下される。一般人にはまったく知られていない。
協会枢機院
フィクサーをレイヴンを滅する神することを目的としている。
ルーク
協会の役職。もともとの役割は盾を張るものなので、強力な防御壁を張ることができる。
桜刃参姉妹
特務部隊チェリーブレイズの別称。所属しているのはアイリス、ペルスネージュ、ルーネリアの姉妹なのでこう呼ばれる。レイブンの間でも腕が立つと有名である。同じ布団で寄り添って寝るなど、とても仲が良い。
レイヴン
協会が監視をしている存在。世界中に支部がある。黒騎士を大将として、知能の高い者と知能の低い蔓手族（ポウクリーパー）がいて、知能が高いものの中でも強い者が群将(ジェネラル)になる。蔓手族は本能で羽撃を求め人間を襲うが、知能の高い者は無関係の者を巻き込もうとせず、クロウに対しても紳士的な態度を取った。知能の高い者のがクロウを襲った蔓手族を倒すといったこともある。
神坂(こうさか)
舞台となっている地域。どこにあるかは不明。古墳や神社が多い。神坂にはルーク専用の結界が張ってありルーク以外は本来の力を発揮できない。
暦研部
クロウの通っている学校にあり、クロウも所属している部。正式名称は「郷土歴史研究部」。活動内容はクロウ曰く、「郷土の歴史を研究する部」。アイリスには強度（耐震強度）を測る部なのかと言われた。
転生(トランス)
ルークが羽を使って行う変身のようなもの。傷が治る、服が白いドレスへと変わるなどの外見変化と戦闘力の向上などが起きる。
昔に起きた戦争
リアウルの教えにある、「世界を自分たちの手で統治する側」と「それを良く思わない側」が起こした戦争。いつ起きたかなどは不明。
フィクサー
過去の戦争の黒幕。戦争を裏で操っていた。漁夫の利で世界制服を企んだが、救世主に敗れ、その力は容れ物に封じられているが意思は残っているようで、クロウに語りかけピンチを救ったりした。
救世主
フィクサーを倒した人物。

## アイテム
ハネ
アイリスが紛失した羽の形をした羽撃を安定させ固定化する道具。桜刃参姉妹が先生からもらった大事なもの。羽撃をソリッドと呼ばれる武器に固定化でき、ルークは転生することができる。かなり脆いらしく、クロウがブレザーのポケットに入れたまま落ちてきたアイリスをよけた際に真っ二つに割れてしまった。個人ごとに専用のハネがあるらしく、ほかのハネでも転生は可能だが力は劣ってしまう。連絡用のメッセージ機能のある物（固定化させるものとは別）もあり、こちらは本物の鳥の羽の様になっている。
捕縛結界（ロックフィールド）
カプセル状になっており、投げつけると中から出てくる無数の手が相手を縛る。アイリスは蔓手族用と言ったが、自身が拘束されるときやクロウのダミーにも使用されている。握手をしたり無意味にポーズをしたりと、意思があるようにも見える。腕が余っていると使用者の身だしなみを直したり見送ってくれる機能付き。
捕縛球(ロックボール)
レイヴン勢の使う道具。おそらく捕縛結界のようなもの。
ダミー
黒騎士がクロウをクラスメートから引き離すために使用した。アイリスですら見抜くのに時間がかかった。道具なのか外見を変化させる術なのかは不明。ヒナギクにはかなり怪しまれた。
歪曲移転(ワープ)
ユンファが作った装置。一定時間準備が必要だが好きな場所に移動ができる。レイヴンしか持ってないはずだが協会枢機院の天瀬が準備もなしに使用した。
遮断結界
レイヴンが使用した目的の人物以外の進入を防ぐことのできる結界。

## 登場人物

### 学校の人間
烏丸クロウ（からすま クロウ）
神坂にある学校の1年3組・歴研部所属。左目の上まつげの端から白と黒の羽のようなものが出ている。ルークの持つハネと同じだが、より強力な力を持っている。正体は先の戦争で黒幕（フィクサー）だった人物の力を封じた容れ物。なので力は残っているが、記憶などは残っておらず、まったくの別人。レイヴンの蔓手族にはその力のせいで襲われやすいが、逆にその力が必要な幹部からは丁寧に頼まれている。両親は他界しており、非常によく似た双子の妹が居る（アイリス曰く、ドッペルゲンガー）。性格はおとなしいが、純粋に妹思い（シスコン）であり、妹がいじめられた場合は相手が誰であろうと殴りに行くという乱暴なところもある。両親の形見のピアスをつけている。協会の人物からはクロウ様、レイヴンからはフィクサーと呼ばれている。参姉妹とヒナギクがヴォルケイファーにやられた際にフィクサーの力が覚醒した。覚醒後は黒と白の羽撃を同時に使用し、アイリスとともにヴォルケイファーを倒した。
烏丸ヒナギク
1年3組・歴研部所属。クロウの双子の妹で、非常に良く似ている。愛称はヒナ。急に現れたアイリスを疑っていたが、後に家に住むことを認めている。アイリスの後に現れたペルとルーネを家族の姉妹だからと住むのを認めた際に、桜刃四姉妹とならないかと言われた。しっかり者のようだが、買い物で財布を忘れるなど、どこか抜けているところもある。フィクサーではないが、レイヴンにより羽撃に反応する罠が仕掛けられていたので、何らかの力があると思われていたが、実際にはフィクサーの力を持っており教会枢機院に誘拐されてしまう。兄思い（ブラコン）。
戸塚隼平（とづか しゅんぺい）
1年3組・歴研部所属。クロウのクラスメート。カメラを常に持ち歩いている。愛称はしゅんぺー。アイリスを見て美少女と言って興奮したり、クロウに対して好意を持って接するなど、バイセクシャル。
進藤たかみ
1年3組・歴研部所属。あだ名はたかみん。性格は男勝りで授業中は良く寝ている。実家は中華屋を営んでいる。隠れ美少女。
鳴神鴒（なるかみ りょう）
2年・歴研部副部長。あだ名はなっち先輩。ポッティー（ポッキーのような菓子）を常備している。クロウからカツアゲした生徒に蹴りを入れたり、クロウを脅した裕一を脅したりと正義感が強い。襟の長いオーダーメイドの制服を着ている。
御浄院裕一
3年4組。父親がjoinグループという大企業の社長で、要するに御曹司。クロウの妹をいじめたり、クロウを脅して金銭を要求したりと好き放題やっていたが、歴研部のメンバーに制裁を食らってしまった。
滝ヶ崎新
学校の教師で体育と養護担当。どこかの方言をしゃべる。
神坂久遠
1年3組の担任で国語科担当。
天瀬岳人
学校の教師。歴研部顧問で歴史科担当、出張先から帰ってきた。烏丸家にすんでいるらしくヒナギクが「おと…先生」と呼んだ。正体は協会枢機院の一員でヒナギクを誘拐した。

### 協会関係者
アイリス・桜刃（アイリス・さくらば）
桜刃参姉妹の三女。ツンデレであり、隼平曰く「金髪美少女」(実際にスタイルがいい)。理由は不明だが、協会のリアウルの掟を破り、脱走している。脱走後は烏丸家に条件付（家事手伝い）で居候していたが、後に家族扱いになっている。学校には1年3組に転入した。転生時のソリッドは剣。ルークとしては未熟で、力は使えるが、盾を張ることができない。レイヴンをとても憎んでおり、特に黒騎士が関わっているときはとても凶暴な性格になる。名前と容姿は外人のようだが、日本語を話し、幼少時に着物（浴衣）を来て縁側にいるなどの描写がある。両手足を切断されるような怪我を負っても死なない。温泉好きで人がいないなら猿やゴリラ、リス、乳牛がいようが温泉に入る。
ペルスナージュ・桜刃
桜刃参姉妹の長女。クロウのことを様付けで呼ぶ。愛称はペル（ペル姉）。口癖は「ペル～」（不思議、感激等）。アイリス以上にスタイルがよく巨乳。脱走したアイリスを躾（背信行為への罰という名の暴行・仕置き）るためにやってきた。アイリスに対し冷たい態度を取るが、本当は誰よりも姉妹を大事に思っており、自ら仕置きをしたのも他人に殴られるくらいならという考えから。仕置き中にレイヴンに襲われたアイリスを掟に背くことになると一旦無視するが、クロウに説得され、アイリスを守るために戦った。転生時のソリッドは遠距離攻撃可能な槍。必殺技は超高速で相手を連続で貫く、桜刃流真白剣奥義烈槍「雪時雨」アイリスと同時に突く閃槍「二重一閃」。
ルーナリア・桜刃
桜刃参姉妹の次女。愛称はルーナ（ルー姉）。ペルスナージュと同じくアイリスの躾のためにやってきた。クロウのことを少年と呼ぶ。無口で無表情だが、妹思いなのはペルスナージュと変わらない。学校では鴒と同じクラスに転入したと思われる。食べ物をもらうと懐く習性があり、鴒にポッティーをもらってからよく懐いている。髪を2つの長い三つ編みにしており、猫に会ったときなどに動く。転生時のソリッドは鎌。転生せず相手の攻撃を受け流したり、蹴り一発で蔓手族を倒すほどの実力の持ち主。
桜先生(ミスホワイト)
協会での桜刃参姉妹の先生であり、ハネを渡した。桜刃参姉妹の背信行為の責任を取り、監禁（自宅軟禁で収まった）されている。桜刃参姉妹にとっては恩人らしく、名前を出されると逆らえない。
スザンナ・ガブリエル・リリィ
協会から桜刃参姉妹宛のメッセージを持ってきた。愛称はガブリィ。自称ウォルフガングの愛人(ラバー)もしくは相棒(ラバー)、奴隷(スレイヴ)、下僕(スレイヴ)、飼い犬(スレイヴ)。ステラ曰くウォルフガングのくっつきムシ(ストーカー)。可愛いものに目がなく、クロウを見て鼻血を出した。
ウォルフガング・ヴォルモント
協会の討伐隊総長および本隊ウルフェンズの隊長。桜先生の処罰を軽くしたり、特務部隊であるチェリーブレイズに討伐隊と同等の権限を与えた。黒いドレスを着て右目に眼帯をしている。黒騎士はミスグリーンと呼んだ。
ヴェロニカ
ルークの一人。転生時のソリッドは柄の長い斧。左目に眼帯をしている。

### レイヴン
黒騎士
レイヴンを率いている大将。フィクサーの力が必要なため苦労に近づいたが、まだ時間が必要だと撤退している。戦闘力は凄まじく、アイリスを一瞬で倒した（両手両足を切断し腹部を切り裂いた）。クロウと初対面したときにひざまずいて挨拶をしたり、無関係な者を巻き込むのを好まないなど、紳士的な性格。普段は部下を大切にするいい上司な性格。
ステラエラ・フェデルヴァ
レイヴンの一人で黒騎士の側近。かなりの実力の持ち主で黒騎士に勝負を挑んできたアイリスと戦うが、結界の影響もあり一閃されてしまう。撤退時は他のレイヴンに指示を送っていた。語尾に「～であります」を付けて話す。黒雷弾や黒い剣を大量に飛ばす暗黒流星群（シャーム・メテオリコ・ネーロ）という技を使える。黒騎士に対して上司以上の感情を抱いており、鎧を脱いでいるときに肩を触られた際にびっくりして岩に後頭部を強打した(であります口調も忘れている)。ガブリィ曰く「ナイスなおでこ」
ジャンギ・ヨガンティカ
レイヴンの上海方面の分隊長。巨大な体をしておりかなりの実力者。武器は体格にあった巨大な剣。ビルギットにはカメと呼ばれている。モチーフは亀。
ビルギット・モディパ
レイヴンの上海方面の分隊所属。上半身にはほとんど何も着ておらず下半身も軽装。武器はハンマー。ジャンギにはサルと呼ばれている。モチーフは猿。
メリーメリー・ビープ
レイヴンの上海方面の分隊所属。巨乳。泣き虫の怖がりで、けんかをするジャンギとビルギットをとめた後そのまま帰ろうと提案した。爆弾の発射、羽撃の煙幕、敵の捕獲が可能な「爆弾母体ちゃん」と呼んでいる物で戦う。モチーフは蝸牛(本当は羊)。
ユンファ
レイヴンの一人で開発担当。中国なまりでしゃべる。歪曲移転を作ったり、メリーに遮断結界を渡した。手に追従する巨大な肩当で戦う。
ヴォルケイファー
謎のレイヴン。巨大な拘束具に身を包んでいたがアイリスが破壊してしまい解放された。背中から羽撃の羽(腕)を出している。一瞬で参姉妹を戦闘不能にし、ほかのレイヴンやヒナギクまで襲った。覚醒したクロウのフィクサーの力を欲して戦うが敗北、その際悔いのないような笑顔で消滅していった。「カーワイ」が口癖。

## 書誌情報
- 森清士郎『CROW』一迅社〈IDコミックス REXコミックス〉、全3巻
  1. 2009年8月8日発売[2]、ISBN 978-4-7580-6161-2
  2. 2010年2月9日発売[3]、ISBN 978-4-7580-6184-1
  3. 2010年8月9日発売[4]、ISBN 978-4-7580-6215-2